# برين كللي ددو (للنددنيل فاب)
برين كللي ددو (بالإنجليزية: Bryn Celli Ddu)‏ هي منطقة سكنية تقع في المملكة المتحدة في شمال ويلز.

## معرض صور

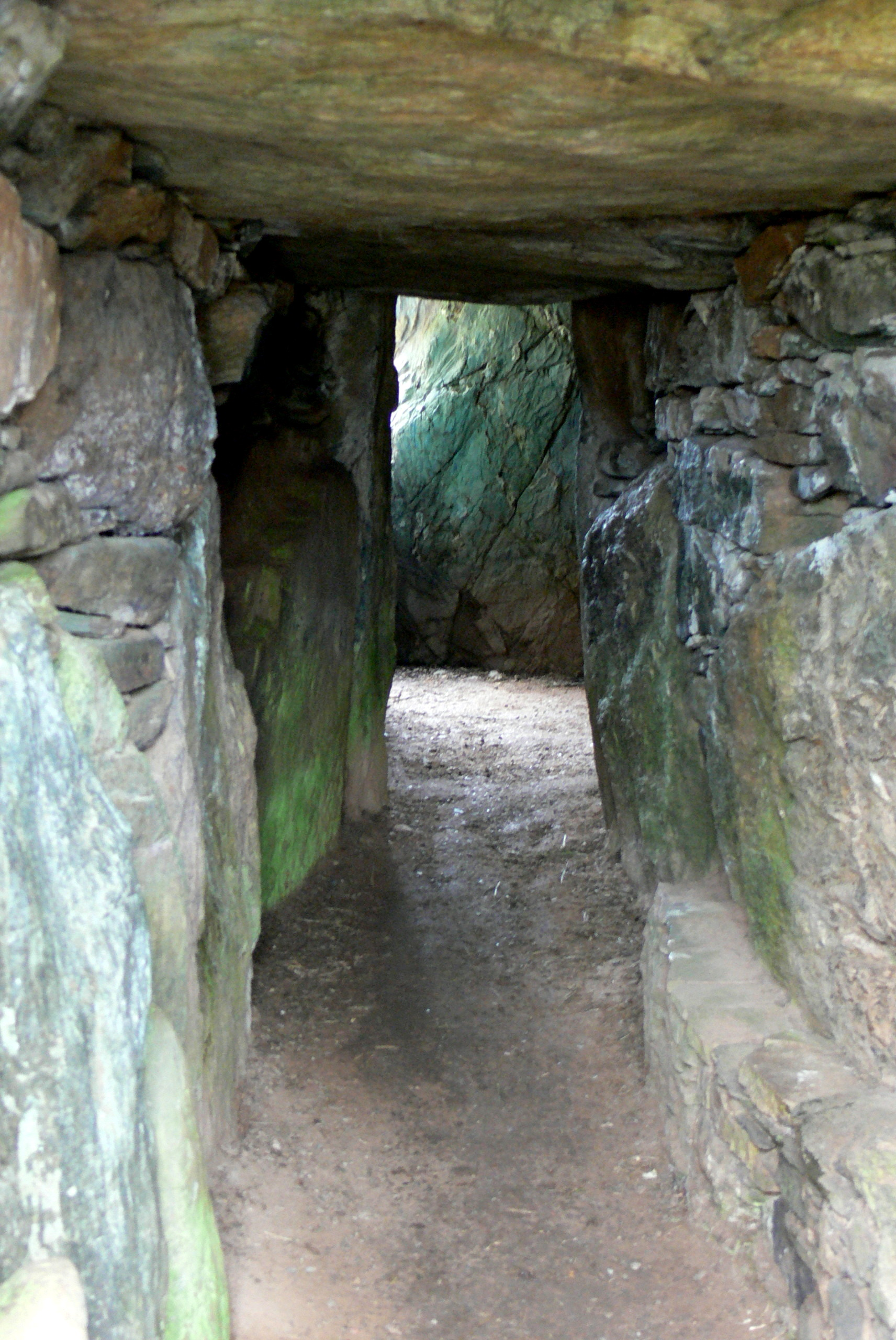
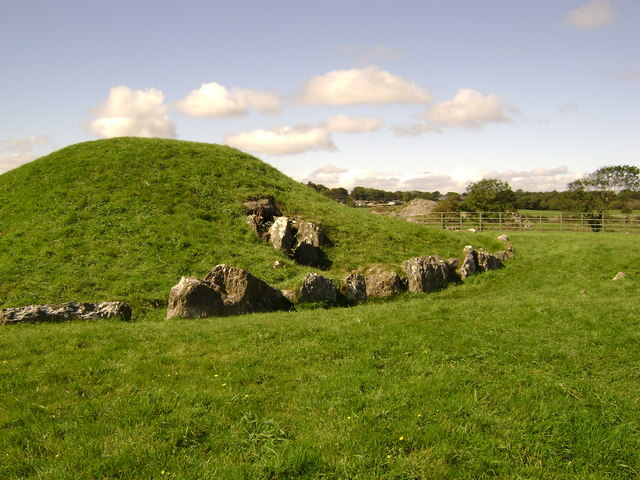
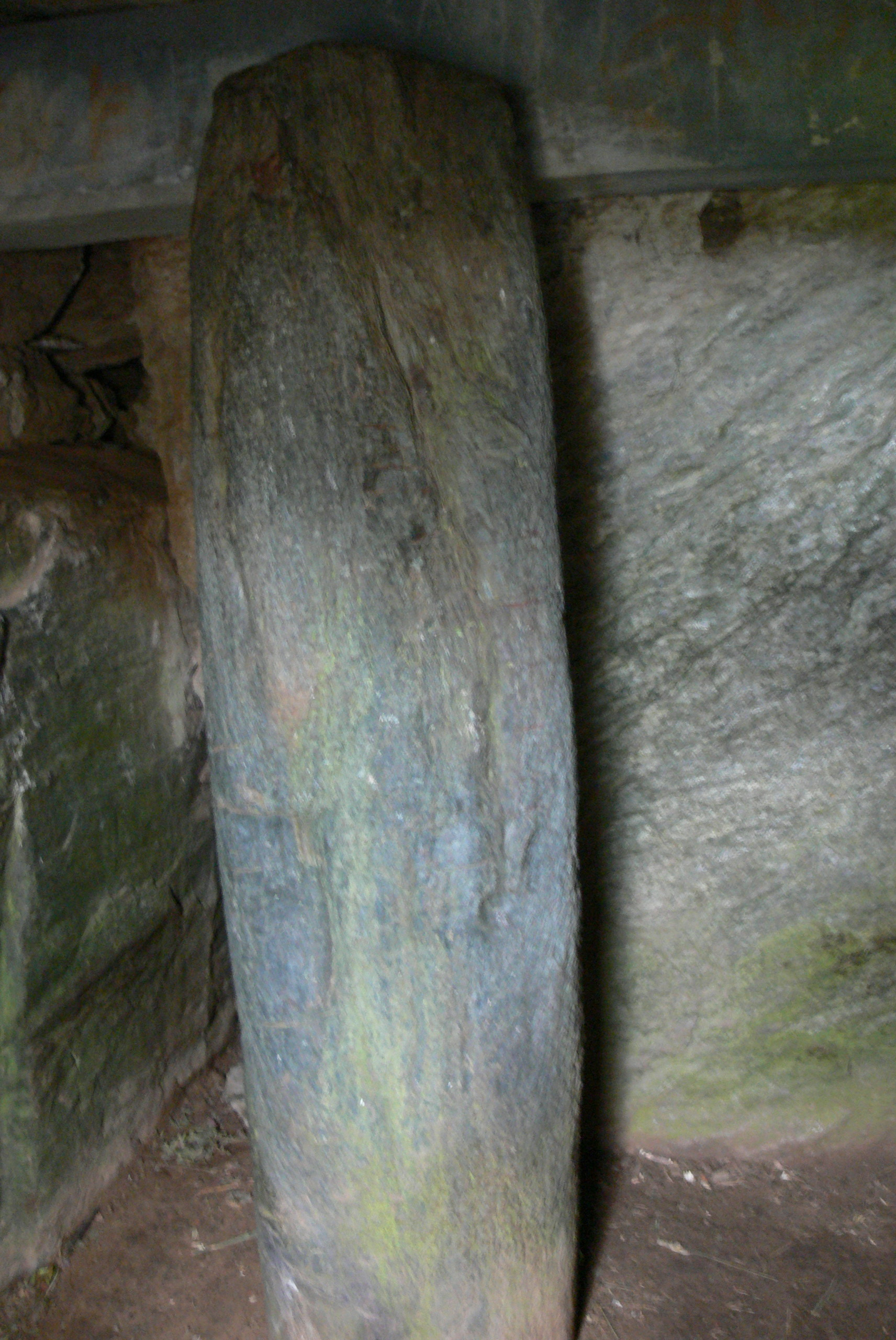
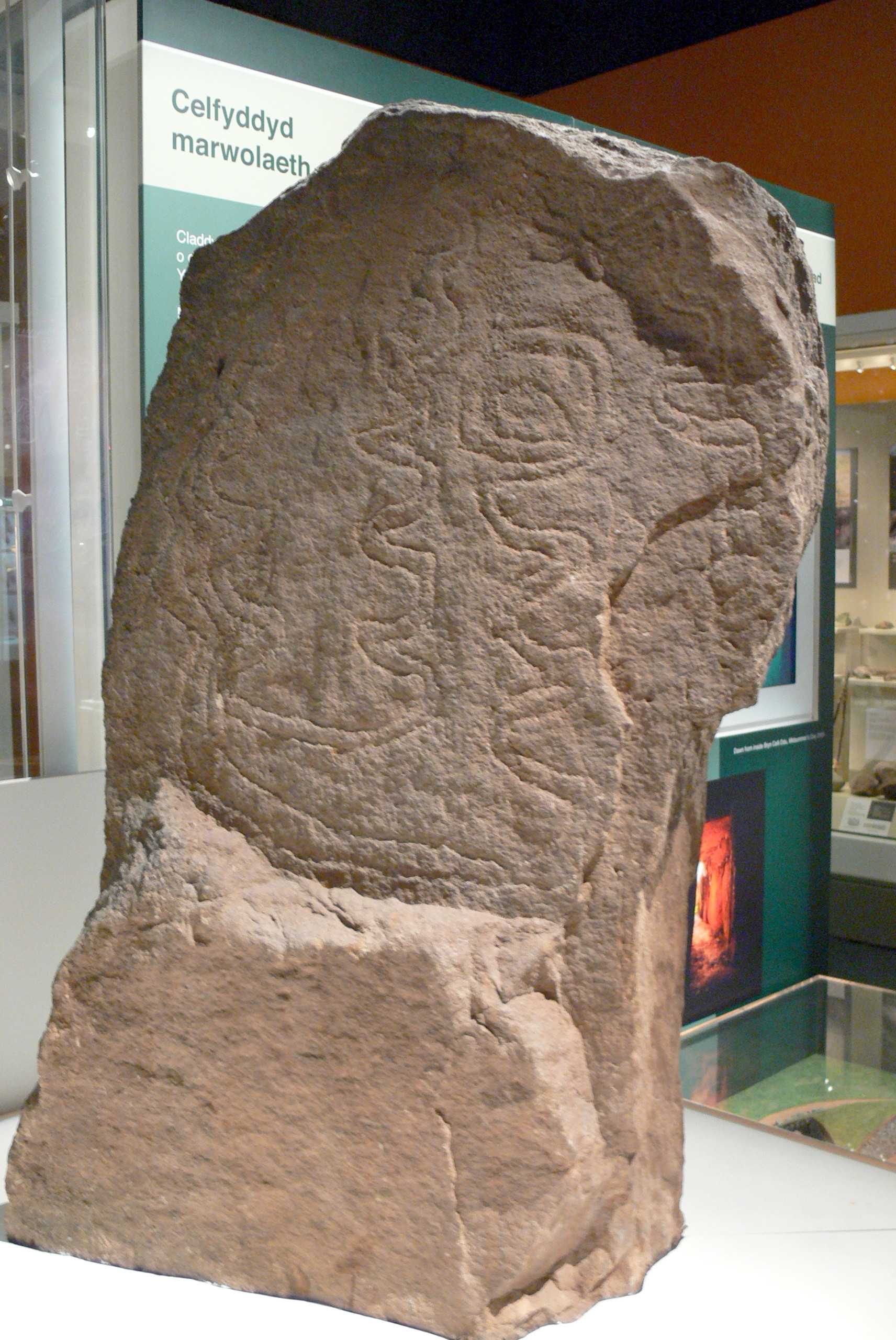